# Mandjelia brassi
Espèce
Mandjelia brassi est une espèce d'araignées mygalomorphes de la famille des Barychelidae.

## Distribution
Cette espèce est endémique du Queensland en Australie. Elle se rencontre au cap Tribulation et sur le mont Spurgeon.

## Description
Le mâle holotype mesure 14 mm et la femelle paratype 32 mm

## Étymologie
Cette espèce est nommée en l'honneur de Leonard Brass.

## Publication originale
- Raven, 1994 : Mygalomorph spiders of the Barychelidae in Australia and the Western Pacific. Memoirs of the Queensland Museum, vol. 35, no 2, p. 291-706 (texte intégral).